# Raymond St. Jacques
Raymond St. Jacques (de son vrai nom James Arthur Johnson) est un acteur, réalisateur et producteur américain né le 1er mars 1930 à Hartford, Connecticut (États-Unis), mort le 27 août 1990 à Los Angeles (Californie).

## Biographie
Il sert dans l'US Air Force qu'il quitte avec le grade de sergent. Il débute au cinéma en 1964 dans Black like me. Il joue également au théâtre depuis son rôle d'Othello en 1976. Il est apparu aussi dans des séries télévisées comme Superior Court. Il se dit avoir été très marqué par le racisme, la marche pour l'emploi et la liberté et la mort de Martin Luther King. Il parlait couramment le français et l'italien.

## Filmographie

### Comme acteur
- 1964 : Dans la peau d'un noir (en) (Black Like Me) de Carl Lerner : Burial Insurance Salesman
- 1964 : Le Prêteur sur gages (The Pawnbroker) : Tangee
- 1965 : L'Aventurier du Kenya (Mister Moses) de Ronald Neame : Ubi
- 1966 : Mister Buddwing : Hank
- 1966 : Le Virginien (TV) Saison 05 épisode 08 (La piste de la montagne Ashley) : Allerton
- 1967 : Les Comédiens (The Comedians) : Captain Concasseur
- 1968 : Les Envahisseurs (The Invaders) (épisode L'étau) :  Baxter
- 1968 : Police sur la ville (Madigan) : Dr Taylor
- 1968 : Les Bérets verts (The Green Berets) : Doc McGee
- 1968 : Ramenez-le mort ou vif! (If He Hollers, Let Him Go!) : James Lake
- 1968 : Up Tight! : B. G.
- 1969 : Change of Mind : David Rowe
- 1969 : The Monk (en) (TV) : Lieutenant Edward Heritage
- 1970 : Le Casse de l'oncle Tom (Cotton Comes to Harlem) d'Ossie Davis : Coffin Ed Johnson
- 1971 : Neighbors (TV)
- 1972 : Cool Breeze : Bill Mercer
- 1972 : The Final Comedown (en) d'Oscar Williams (en) : Imir
- 1972 : Come Back, Charleston Blue (en) de Mark Warren : Coffin Ed Johnson
- 1973 : Book of Numbers : Blueboy Harris
- 1974 : Lost in the Stars : John Kumalo
- 1975 : Police Story: The Cut Man Caper (TV)
- 1975 : La Recherche des dieux (Search for the Gods) (TV) : Raymond Stryker
- 1977 : The Baron de Phillip Fenty
- 1977 : Racines ("Roots") (feuilleton TV) : The Drummer
- 1977 : The Private Files of J. Edgar Hoover de Larry Cohen : Martin Luther King
- 1978 : La Petite Maison Dans La Prairie (saison 04 /épisode 10 "Le Boxeur") : Moody
- 1978 : Secrets of Three Hungry Wives (TV) : Detective Inspector George Dunbar
- 1978 : Born Again (en) d'Irving Rapper : Jimmy Newsom
- 1980 : Cuba Crossing : Mr. Bell
- 1981 : The Sophisticated Gents (TV) : D'Artagnan 'Dart' Parks
- 1981 : Falcon Crest ("Falcon Crest") (série TV) : Dr. Hooks (unknown episodes, 1983-1984)
- 1984 : L'Enfer de la violence (The Evil That Men Do) : Randolph, Molloch's Bodyguard
- 1984 : The Murder of Sherlock Holmes (TV) : Doctor
- 1986 : Dark Mansions (TV) : Davis
- 1987 : The Wild Pair : Ivory
- 1988 : Invasion Los Angeles (They Live) : Street Preacher
- 1986 : Superior Court (série TV) : Judge Clayton C. Thomas (unknown episodes, 1988-1990)
- 1989 : MacGyver (saison 4, épisode 16 "Non, je rêve ou quoi ?") : Président Dakra
- 1989 : Glory : Frederick Douglass
- 1990 : Voodoo Dawn : Claude
- 1991 : Timebomb : Det. Sanchez

### comme réalisateur
- 1973 : Book of Numbers

### comme producteur
- 1973 : Book of Numbers